# 유스 케이스 다이어그램

UML 유스 케이스 다이어그램

유스 케이스 다이어그램(use case diagram)은 사용자, 그리고 사용자가 수반한 다른 유스 케이스 간의 관계를 보여주는 사용자-시스템 간 상호작용의 표현이다. 유스 케이스 다이어그램은 각기 다른 종류의 시스템 사용자와 각기 다른 유스 케이스를 식별할 수 있으며 다른 유형의 다이어그램이 수반되기도 한다. 유스 케이스는 원이나 타원으로 표현된다.

## 같이 보기
- 애자일 소프트웨어 개발
- 통합 모델링 언어

## 참고 문헌
- McLaughlin, B., Pollice, G., West, D. (2006). Head First Object Oriented Analysis and Design, O'Reilly Media, Inc.